# Svenska bryggeriindustriarbetareförbundet
Svenska bryggeriindustriarbetareförbundet var ett svenskt fackförbund inom Landsorganisationen (LO) som ursprungligen bildades 1899 under namnet Svenska bryggeriarbetareförbundet och ändrade namn 1917 till Svenska bryggeriindustriarbetareförbundet. Det uppgick 1965 i Svenska livsmedelsarbetareförbundet. 

## Historia
- 1887 bildades den första bryggeriarbetarefackföreningen i Stockholm. Den upphörde efter fyra år,  men nya föreningar tillkom runt om i Sverige.
- 1899 bildades Svenska bryggeriarbetareförbundet av ombud från endast tre föreningar. Ordförande blev G. W. Bäck.
- 1909 anslöt sig Svenska korkarbetareförbundet och korkarbetarna bildade en egen samorganisation.
- 1909 drabbades förbundet hårt av storstrejken. Av 48 avdelningar med 3293 medlemmar 1908 återstod 1911 bara 25 avdelningar med 1514 medlemmar.
- 1912 inrättades en obligatorisk arbetslöshetskassa.
- 1917 bytte förbundet namn till Svenska bryggeriindustriarbetareförbundet
- 1923 hade förbundet 3830 medlemmar. [1]
- 1942 ombildades a-kassan till erkänd arbetslöshetskassa.
- 1950 hade förbundet 115 avdelningar med 36161 medlemmar och samma år gick korkarbetarna över till Svenska fabriksarbetareförbundet.
- 1965 upphörde förbundet och uppgick  i Svenska livsmedelsarbetareförbundet.